# Lieren

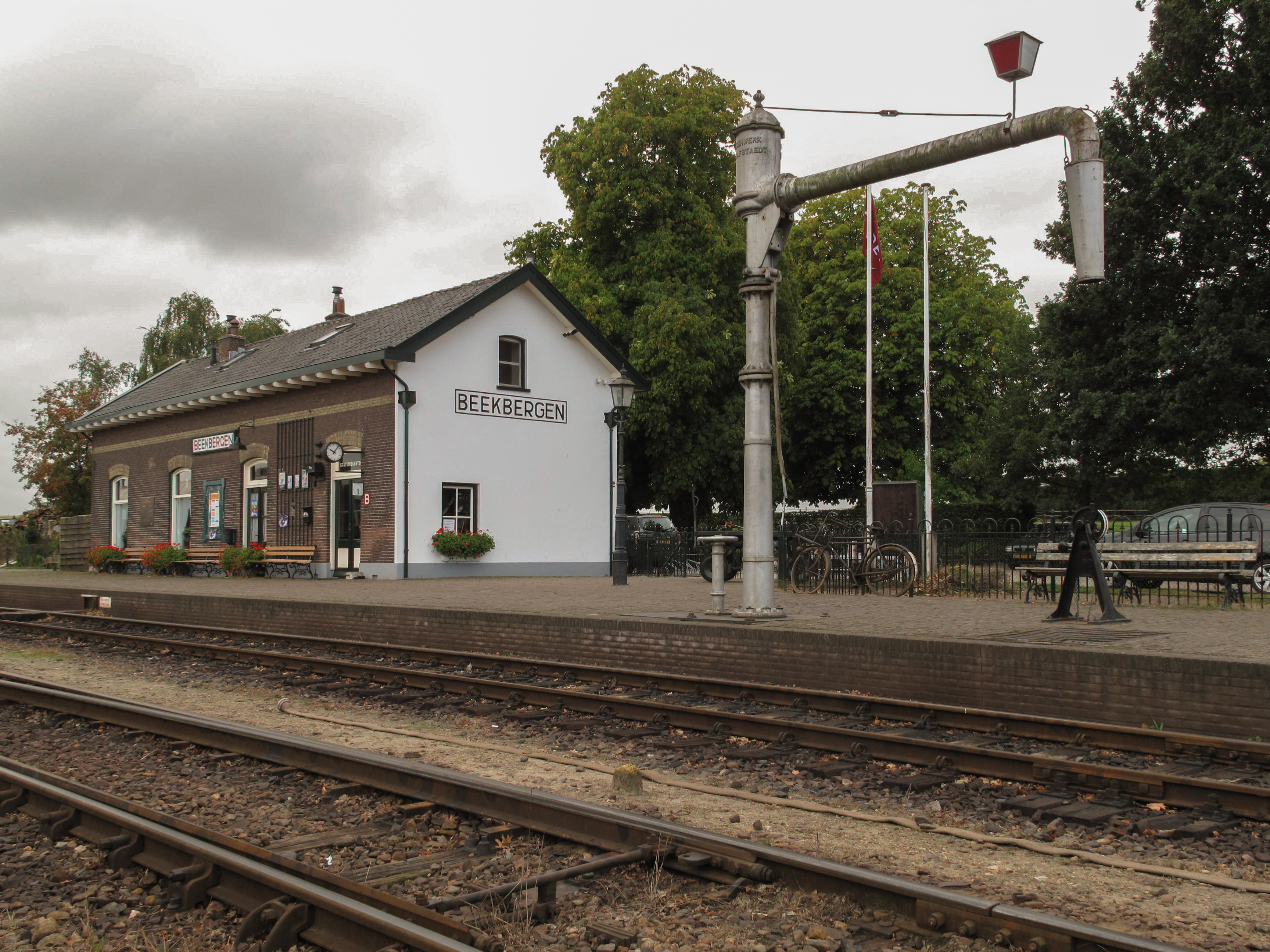
Lieren, la gare pour la vapeur

Lieren est un village appartenant à la commune néerlandaise d'Apeldoorn. En 2006, le village comptait 1 250 habitants.